# Coppa del Mondo di biathlon 2001
La Coppa del Mondo di biathlon 2001 fu la ventiquattresima edizione della manifestazione organizzata dall'Unione Internazionale Biathlon; ebbe inizio il 30 novembre 2000 a Hochfilzen/Anterselva, in Austria/Italia, e si concluse il 18 marzo 2001 a Oslo Holmenkollen, in Norvegia. Nel corso della stagione si tennero a Pokljuka i Campionati mondiali di biathlon 2001, validi anche ai fini della Coppa del Mondo, il cui calendario non contemplò dunque interruzioni.
In campo maschile furono disputate 25 delle 26 gare individuali previste e tutte le 5 gare a squadre previste, in 10 diverse località. Il francese Raphaël Poirée si aggiudicò sia la coppa di cristallo, il trofeo assegnato al vincitore della classifica generale, sia la Coppa di inseguimento; il norvegese Ole Einar Bjørndalen vinse la Coppa di sprint, il tedesco Sven Fischer quella di partenza in linea e il russo Sergej Rožkov quella di individuale. Poirée era il detentore uscente della Coppa generale.
In campo femminile furono disputate 25 delle 26 gare individuali previste e tutte le 5 gare a squadre previste, in 10 diverse località. La svedese Magdalena Forsberg si aggiudicò sia la coppa di cristallo, sia tutte le Coppe di specialità. La Forsberg era la detentrice uscente della Coppa generale.

## Uomini

### Risultati
| Data                                 | Località                      | Nazione     | Spec. | Primo                                                                       | Secondo                                                                        | Terzo                                                                       |
| ------------------------------------ | ----------------------------- | ----------- | ----- | --------------------------------------------------------------------------- | ------------------------------------------------------------------------------ | --------------------------------------------------------------------------- |
| 30 novembre 2000                     | Anterselva                    | Italia      | IN    | Zdeněk Vítek                                                                | Carsten Heymann                                                                | Sergej Rožkov                                                               |
| 1º dicembre 2000                     | Anterselva                    | Italia      | SP    | Ole Einar Bjørndalen                                                        | Raphaël Poirée                                                                 | Sven Fischer                                                                |
| 3 dicembre 2000                      | Anterselva                    | Italia      | RL    | Rep. Ceca Petr Garabík Ivan Masařík Tomáš Holubec Zdeněk Vítek              | Ucraina V"jačeslav Derkač Andrij Deryzemlja Oleksandr Bilanenko Ruslan Lysenko | Germania Peter Sendel Sven Fischer Carsten Heymann Ricco Groß               |
| 7 dicembre 2000                      | Anterselva                    | Italia      | SP    | Raphaël Poirée                                                              | Pavel Rostovcev                                                                | Ole Einar Bjørndalen                                                        |
| 8 dicembre 2000                      | Anterselva                    | Italia      | PU    | Raphaël Poirée                                                              | Ole Einar Bjørndalen                                                           | Frode Andresen                                                              |
| 9 dicembre 2000                      | Anterselva                    | Italia      | RL    | Norvegia Halvard Hanevold Frode Andresen Egil Gjelland Ole Einar Bjørndalen | Rep. Ceca Petr Garabík Ivan Masařík Roman Dostál Zdeněk Vítek                  | Russia Sergej Rožkov Andrej Prokunin Michail Kočkin Aleksej Kobelev         |
| 14 dicembre 2000                     | Anterselva                    | Italia      | IN    | Sergej Rožkov                                                               | Raphaël Poirée                                                                 | Ricco Groß                                                                  |
| 15 dicembre 2000                     | Anterselva                    | Italia      | SP    | Raphaël Poirée                                                              | Ole Einar Bjørndalen                                                           | Vadzim Sašuryn                                                              |
| 17 dicembre 2000                     | Anterselva                    | Italia      | PU    | Ole Einar Bjørndalen                                                        | Raphaël Poirée                                                                 | Sven Fischer                                                                |
| 4 gennaio 2001                       | Oberhof                       | Germania    | SP    | Raphaël Poirée                                                              | Tord Wiksten                                                                   | Carsten Heymann                                                             |
| 6 gennaio 2001                       | Oberhof                       | Germania    | PU    | Viktor Majgurov                                                             | Raphaël Poirée                                                                 | Frode Andresen                                                              |
| 7 gennaio 2001                       | Oberhof                       | Germania    | MS    | Sven Fischer                                                                | Egil Gjelland                                                                  | Tomaž Globočnik                                                             |
| 10 gennaio 2001                      | Ruhpolding                    | Germania    | RL    | Norvegia Egil Gjelland Frode Andresen Dag Bjørndalen Ole Einar Bjørndalen   | Germania Marco Morgenstern Peter Sendel Alexander Wolf Ricco Groß              | Bielorussia Aljaksej Ajdaraŭ Aljaksandr Syman Aleh Ryžankoŭ Vadzim Sašuryn  |
| 12 gennaio 2001                      | Ruhpolding                    | Germania    | SP    | Ole Einar Bjørndalen                                                        | Raphaël Poirée                                                                 | Egil Gjelland                                                               |
| 14 gennaio 2001                      | Ruhpolding                    | Germania    | PU    | Raphaël Poirée                                                              | Frank Luck                                                                     | Ricco Groß                                                                  |
| 18 gennaio 2001                      | Anterselva                    | Italia      | SP    | Ole Einar Bjørndalen                                                        | Raphaël Poirée                                                                 | Frode Andresen                                                              |
| 20 gennaio 2001                      | Anterselva                    | Italia      | RL    | Germania Marco Morgenstern Sven Fischer Frank Luck Ricco Groß               | Norvegia Egil Gjelland Frode Andresen Halvard Hanevold Ole Einar Bjørndalen    | Russia Sergej Rožkov Andrej Prokunin Pavel Rostovcev Viktor Majgurov        |
| 21 gennaio 2001                      | Anterselva                    | Italia      | MS    | Ole Einar Bjørndalen                                                        | Carsten Heymann                                                                | Pavel Rostovcev                                                             |
| Campionati mondiali di biathlon 2001 |                               |             |       |                                                                             |                                                                                |                                                                             |
| 3 febbraio 2001                      | Pokljuka                      | Slovenia    | SP    | Pavel Rostovcev                                                             | René Cattarinussi                                                              | Halvard Hanevold                                                            |
| 4 febbraio 2001                      | Pokljuka                      | Slovenia    | PU    | Pavel Rostovcev                                                             | Raphaël Poirée                                                                 | Sven Fischer                                                                |
| 7 febbraio 2001                      | Pokljuka                      | Slovenia    | IN    | Paavo Puurunen                                                              | Vadzim Sašuryn                                                                 | Ilmārs Bricis                                                               |
| 9 febbraio 2001                      | Pokljuka                      | Slovenia    | MS    | Raphaël Poirée                                                              | Ole Einar Bjørndalen                                                           | Sven Fischer                                                                |
| 11 febbraio 2001                     | Pokljuka                      | Slovenia    | RL    | Francia Gilles Marguet Vincent Defrasne Julien Robert Raphaël Poirée        | Bielorussia Aljaksej Ajdaraŭ Aljaksandr Syman Aleh Ryžankoŭ Vadzim Sašuryn     | Norvegia Egil Gjelland Frode Andresen Halvard Hanevold Ole Einar Bjørndalen |
| 28 febbraio 2001                     | Salt Lake City Soldier Hollow | Stati Uniti | IN    | Ole Einar Bjørndalen                                                        | Sven Fischer                                                                   | Julien Robert                                                               |
| 2 marzo 2001                         | Salt Lake City Soldier Hollow | Stati Uniti | SP    | Ole Einar Bjørndalen                                                        | Frode Andresen                                                                 | Frank Luck                                                                  |
| 3 marzo 2001                         | Salt Lake City Soldier Hollow | Stati Uniti | PU    | Ole Einar Bjørndalen                                                        | Vadzim Sašuryn                                                                 | Pavel Rostovcev                                                             |
| 7 marzo 2001                         | Lake Placid                   | Stati Uniti | SP    | Frode Andresen                                                              | Ole Einar Bjørndalen                                                           | Henrik Forsberg                                                             |
| 9 marzo 2001                         | Lake Placid                   | Stati Uniti | PU    | annullata                                                                   | annullata                                                                      | annullata                                                                   |
| 16 marzo 2001                        | Oslo Holmenkollen             | Norvegia    | SP    | Frode Andresen                                                              | Ole Einar Bjørndalen                                                           | Halvard Hanevold                                                            |
| 17 marzo 2001                        | Oslo Holmenkollen             | Norvegia    | PU    | Frode Andresen                                                              | Ole Einar Bjørndalen                                                           | Egil Gjelland                                                               |
| 18 marzo 2001                        | Oslo Holmenkollen             | Norvegia    | MS    | Sven Fischer                                                                | Raphaël Poirée                                                                 | Frode Andresen                                                              |

Legenda:

IN = individuale

SP = sprint

PU = inseguimento

MS = partenza in linea

RL = staffetta

### Classifiche

#### Generale
| Pos. | Nome                 | Nazione  | Punti |
| ---- | -------------------- | -------- | ----- |
| 1    | Raphaël Poirée       | Francia  | 921   |
| 2    | Ole Einar Bjørndalen | Norvegia | 911   |
| 3    | Frode Andresen       | Norvegia | 712   |
| 4    | Pavel Rostovcev      | Russia   | 707   |
| 5    | Sven Fischer         | Germania | 675   |
| 6    | Halvard Hanevold     | Norvegia | 590   |
| 7    | Egil Gjelland        | Norvegia | 582   |
| 8    | Carsten Heymann      | Germania | 525   |
| 9    | Ricco Groß           | Germania | 514   |
| 10   | Viktor Majgurov      | Russia   | 492   |

#### Sprint
| Pos. | Nome                 | Nazione  | Punti |
| ---- | -------------------- | -------- | ----- |
| 1    | Ole Einar Bjørndalen | Norvegia | 393   |
| 2    | Raphaël Poirée       | Francia  | 375   |
| 3    | Frode Andresen       | Norvegia | 337   |
| 4    | Pavel Rostovcev      | Russia   | 282   |
| 5    | Halvard Hanevold     | Norvegia | 280   |

#### Inseguimento
| Pos. | Nome                 | Nazione  | Punti |
| ---- | -------------------- | -------- | ----- |
| 1    | Raphaël Poirée       | Francia  | 278   |
| 2    | Ole Einar Bjørndalen | Norvegia | 272   |
| 3    | Frode Andresen       | Norvegia | 247   |
| 4    | Pavel Rostovcev      | Russia   | 228   |
| 5    | Sven Fischer         | Germania | 190   |

#### Partenza in linea
| Pos. | Nome                 | Nazione  | Punti |
| ---- | -------------------- | -------- | ----- |
| 1    | Sven Fischer         | Germania | 143   |
| 2    | Ole Einar Bjørndalen | Norvegia | 136   |
| 2    | Raphaël Poirée       | Francia  | 136   |
| 4    | Egil Gjelland        | Norvegia | 120   |
| 5    | Ricco Groß           | Germania | 109   |

#### Individuale
| Pos. | Nome                 | Nazione  | Punti |
| ---- | -------------------- | -------- | ----- |
| 1    | Sergej Rožkov        | Russia   | 133   |
| 2    | Ole Einar Bjørndalen | Norvegia | 110   |
| 3    | Ricco Groß           | Germania | 109   |
| 4    | Sven Fischer         | Germania | 107   |
| 5    | Carsten Heymann      | Germania | 101   |

#### Staffetta
| Pos. | Nazione     | Punti |
| ---- | ----------- | ----- |
| 1    | Norvegia    | 189   |
| 2    | Germania    | 173   |
| 3    | Rep. Ceca   | 167   |
| 4    | Bielorussia | 166   |
| 5    | Russia      | 158   |

#### Nazioni
| Pos. | Nazione  | Punti |
| ---- | -------- | ----- |
| 1    | Norvegia | 4919  |
| 2    | Germania | 4713  |
| 3    | Russia   | 4455  |
| 4    | Francia  | 4356  |
| 5    | Slovenia | 3905  |

## Donne

### Risultati
| Data                                 | Località                      | Nazione     | Spec. | Primo                                                                                            | Secondo                                                                          | Terzo                                                                       |
| ------------------------------------ | ----------------------------- | ----------- | ----- | ------------------------------------------------------------------------------------------------ | -------------------------------------------------------------------------------- | --------------------------------------------------------------------------- |
| 30 novembre 2000                     | Anterselva                    | Italia      | IN    | Corinne Niogret                                                                                  | Andrea Henkel                                                                    | Magdalena Forsberg                                                          |
| 1º dicembre 2000                     | Anterselva                    | Italia      | SP    | Alena Zubrylava                                                                                  | Corinne Niogret                                                                  | Olena Petrova                                                               |
| 2 dicembre 2000                      | Anterselva                    | Italia      | RL    | Norvegia Ann Elen Skjelbreid Gro Marit Istad Kristiansen Gunn Margit Andreassen Liv Grete Poirée | Germania Uschi Disl Andrea Henkel Katrin Apel Martina Glagow                     | Ucraina Alena Zubrylava Olena Petrova Nina Lemeš Tetjana Vodopjanova        |
| 7 dicembre 2000                      | Anterselva                    | Italia      | SP    | Gro Marit Istad Kristiansen                                                                      | Ol'ga Pylëva                                                                     | Kati Wilhelm                                                                |
| 8 dicembre 2000                      | Anterselva                    | Italia      | PU    | Magdalena Forsberg                                                                               | Corinne Niogret                                                                  | Alena Zubrylava                                                             |
| 10 dicembre 2000                     | Anterselva                    | Italia      | RL    | Germania Uschi Disl Kati Wilhelm Katrin Apel Andrea Henkel                                       | Francia Sylvie Becaert Delphyne Burlet Sandrine Bailly Corinne Niogret           | Russia Ol'ga Pylëva Galina Kukleva Anna Bogalij-Titovec Svetlana Černousova |
| 14 dicembre 2000                     | Anterselva                    | Italia      | IN    | Sandrine Bailly                                                                                  | Corinne Niogret                                                                  | Magdalena Forsberg                                                          |
| 16 dicembre 2000                     | Anterselva                    | Italia      | SP    | Magdalena Forsberg                                                                               | Liv Grete Poirée                                                                 | Tetjana Vodopjanova                                                         |
| 17 dicembre 2000                     | Anterselva                    | Italia      | PU    | Magdalena Forsberg                                                                               | Andrea Henkel                                                                    | Uschi Disl                                                                  |
| 5 gennaio 2001                       | Oberhof                       | Germania    | SP    | Magdalena Forsberg                                                                               | Alena Zubrylava                                                                  | Corinne Niogret                                                             |
| 6 gennaio 2001                       | Oberhof                       | Germania    | PU    | Magdalena Forsberg                                                                               | Alena Zubrylava                                                                  | Uschi Disl                                                                  |
| 7 gennaio 2001                       | Oberhof                       | Germania    | MS    | Magdalena Forsberg                                                                               | Svetlana Černousova                                                              | Liv Grete Poirée                                                            |
| 11 gennaio 2001                      | Ruhpolding                    | Germania    | RL    | Norvegia Ann Elen Skjelbreid Gro Marit Istad Kristiansen Linda Tjørhom Liv Grete Poirée          | Germania Uschi Disl Martina Glagow Andrea Henkel Katrin Apel                     | Russia Ol'ga Pylëva Svetlana Išmuratova Galina Kukleva Svetlana Černousova  |
| 13 gennaio 2001                      | Ruhpolding                    | Germania    | SP    | Magdalena Forsberg                                                                               | Liv Grete Poirée                                                                 | Katrin Apel                                                                 |
| 14 gennaio 2001                      | Ruhpolding                    | Germania    | PU    | Magdalena Forsberg                                                                               | Liv Grete Poirée                                                                 | Galina Kukleva                                                              |
| 18 gennaio 2001                      | Anterselva                    | Italia      | SP    | Magdalena Forsberg                                                                               | Ol'ga Pylëva                                                                     | Martina Glagow                                                              |
| 19 gennaio 2001                      | Anterselva                    | Italia      | RL    | Norvegia Ann Elen Skjelbreid Gro Marit Istad Kristiansen Linda Tjørhom Gunn Margit Andreassen    | Russia Anna Bogalij-Titovec Svetlana Černousova Svetlana Išmuratova Ol'ga Pylëva | Ucraina Alena Zubrylava Olena Petrova Nina Lemeš Tetjana Vodopjanova        |
| 21 gennaio 2001                      | Anterselva                    | Italia      | MS    | Corinne Niogret                                                                                  | Delphyne Burlet                                                                  | Uschi Disl                                                                  |
| Campionati mondiali di biathlon 2001 |                               |             |       |                                                                                                  |                                                                                  |                                                                             |
| 3 febbraio 2001                      | Pokljuka                      | Slovenia    | SP    | Kati Wilhelm                                                                                     | Uschi Disl                                                                       | Liv Grete Poirée                                                            |
| 4 febbraio 2001                      | Pokljuka                      | Slovenia    | PU    | Liv Grete Poirée                                                                                 | Corinne Niogret                                                                  | Magdalena Forsberg                                                          |
| 6 febbraio 2001                      | Pokljuka                      | Slovenia    | IN    | Magdalena Forsberg                                                                               | Liv Grete Poirée                                                                 | Alena Zubrylava                                                             |
| 9 febbraio 2001                      | Pokljuka                      | Slovenia    | MS    | Magdalena Forsberg                                                                               | Martina Glagow                                                                   | Liv Grete Poirée                                                            |
| 10 febbraio 2001                     | Pokljuka                      | Slovenia    | RL    | Russia Ol'ga Pylëva Anna Bogalij-Titovec Galina Kukleva Svetlana Išmuratova                      | Germania Uschi Disl Katrin Apel Andrea Henkel Kati Wilhelm                       | Ucraina Alena Zubrylava Olena Petrova Nina Lemeš Tetjana Vodopjanova        |
| 28 febbraio 2001                     | Salt Lake City Soldier Hollow | Stati Uniti | IN    | Magdalena Forsberg                                                                               | Martina Zellner                                                                  | Martina Glagow                                                              |
| 2 marzo 2001                         | Salt Lake City Soldier Hollow | Stati Uniti | SP    | Uschi Disl                                                                                       | Liv Grete Poirée                                                                 | Andrea Henkel                                                               |
| 3 marzo 2001                         | Salt Lake City Soldier Hollow | Stati Uniti | PU    | Magdalena Forsberg                                                                               | Liv Grete Poirée                                                                 | Corinne Niogret                                                             |
| 7 marzo 2001                         | Lake Placid                   | Stati Uniti | SP    | Kati Wilhelm                                                                                     | Martina Zellner                                                                  | Delphyne Burlet                                                             |
| 9 marzo 2001                         | Lake Placid                   | Stati Uniti | PU    | annullata                                                                                        | annullata                                                                        | annullata                                                                   |
| 16 marzo 2001                        | Oslo Holmenkollen             | Norvegia    | SP    | Liv Grete Poirée                                                                                 | Magdalena Forsberg                                                               | Nathalie Santer                                                             |
| 17 marzo 2001                        | Oslo Holmenkollen             | Norvegia    | PU    | Magdalena Forsberg                                                                               | Liv Grete Poirée                                                                 | Martina Glagow                                                              |
| 18 marzo 2001                        | Oslo Holmenkollen             | Norvegia    | MS    | Yu Shumei                                                                                        | Magdalena Forsberg                                                               | Alena Zubrylava                                                             |

Legenda:

IN = individuale

SP = sprint

PU = inseguimento

MS = partenza in linea

RL = staffetta

### Classifiche

#### Generale
| Pos. | Nome                | Nazione  | Punti |
| ---- | ------------------- | -------- | ----- |
| 1    | Magdalena Forsberg  | Svezia   | 1021  |
| 2    | Liv Grete Poirée    | Norvegia | 804   |
| 3    | Alena Zubrylava     | Ucraina  | 774   |
| 4    | Corinne Niogret     | Francia  | 665   |
| 5    | Andrea Henkel       | Germania | 635   |
| 6    | Uschi Disl          | Germania | 621   |
| 7    | Ol'ga Pylëva        | Russia   | 558   |
| 8    | Kati Wilhelm        | Germania | 476   |
| 9    | Martina Glagow      | Germania | 451   |
| 10   | Svetlana Išmuratova | Russia   | 441   |

#### Sprint
| Pos. | Nome               | Nazione  | Punti |
| ---- | ------------------ | -------- | ----- |
| 1    | Magdalena Forsberg | Svezia   | 368   |
| 2    | Liv Grete Poirée   | Norvegia | 312   |
| 3    | Alena Zubrylava    | Ucraina  | 284   |
| 4    | Ol'ga Pylëva       | Russia   | 252   |
| 5    | Corinne Niogret    | Francia  | 245   |

#### Inseguimento
| Pos. | Nome               | Nazione  | Punti |
| ---- | ------------------ | -------- | ----- |
| 1    | Magdalena Forsberg | Svezia   | 300   |
| 2    | Liv Grete Poirée   | Norvegia | 252   |
| 3    | Alena Zubrylava    | Ucraina  | 246   |
| 4    | Corinne Niogret    | Francia  | 213   |
| 5    | Andrea Henkel      | Germania | 210   |

#### Partenza in linea
| Pos. | Nome               | Nazione  | Punti |
| ---- | ------------------ | -------- | ----- |
| 1    | Magdalena Forsberg | Svezia   | 146   |
| 2    | Liv Grete Poirée   | Norvegia | 120   |
| 3    | Martina Glagow     | Germania | 117   |
| 4    | Alena Zubrylava    | Ucraina  | 113   |
| 5    | Uschi Disl         | Germania | 111   |

#### Individuale
| Pos. | Nome               | Nazione  | Punti |
| ---- | ------------------ | -------- | ----- |
| 1    | Magdalena Forsberg | Svezia   | 143   |
| 2    | Corinne Niogret    | Francia  | 110   |
| 2    | Liv Grete Poirée   | Norvegia | 110   |
| 2    | Andrea Henkel      | Germania | 110   |
| 5    | Martina Glagow     | Germania | 102   |

#### Staffetta
| Pos. | Nazione  | Punti |
| ---- | -------- | ----- |
| 1    | Norvegia | 190   |
| 2    | Germania | 188   |
| 3    | Russia   | 182   |
| 4    | Ucraina  | 169   |
| 5    | Francia  | 149   |

#### Nazioni
| Pos. | Nazione  | Punti |
| ---- | -------- | ----- |
| 1    | Germania | 4851  |
| 2    | Russia   | 4635  |
| 3    | Ucraina  | 4470  |
| 4    | Francia  | 4406  |
| 5    | Norvegia | 4393  |